# Sergij Šlenc
Sergij Šlenc, slovenski jezikoslovec, prevajalec in predavatelj, * 21. november 1928, Ilirska Bistrica, † 12. februar 2024.

## Življenje in delo
Sergij Janko Šlenc je osnovno šolo obiskoval v Ilirski Bistrici, šolanje pa je nadaljeval na Reki, v Trstu in v Postojni, kjer je leta 1947 maturiral. Študiral je italijanski in nemški jezik na Filozofski fakulteti v Ljubljani. Ko je leta 1957 diplomiral, je najprej delal kot učitelj na osnovni šoli v Ilirski Bistrici, nato pa se je zaposlil na Filozofski fakulteti v Beogradu, kjer je od leta 1961 do leta 1973 delal kot lektor za sodobni italijanski jezik. Od leta 1973 do upokojitve leta 1989 je delal na Filozofski fakulteti v Ljubljani, najprej kot lektor, kasneje pa kot višji predavatelj.
Pisal je priročnike za italijanščino, poleg tega pa je v italijanščino prevajal besedila iz slovenščine in srbohrvaščine. V reviji La Battana je objavil svoje prevode proznih besedil, esejev in pesmi nekaterih slovenskih avtorjev, na primer Edvarda Kocbeka, Aleša Debeljaka, Daneta Zajca in Cirila Zlobca.
Poleg pomembnega dela na področju prevajanja slovenskih del in knjig o slovenski kulturi v italijanščino, se je ukvarjal tudi s slovarskim delom. Je avtor Velikega italijansko-slovenskega slovarja, ki je izšel leta 1997, in Velikega slovensko-italijanskega slovarja, ki je izšel leta 2006. Oba sta izšla pri založbi DZS. S slovarjema je Sergij Šlenc močno doprinesel k povezovanju italijanščine in slovenščine. Za svoj doprinos na področju jezikoslovja je leta 2019 prejel medaljo za zasluge Republike Slovenije za izjemni prispevek k povezovanju med italijanskim in slovenskim narodom predvsem na jezikovnem in literarnem področju.
Leta 2002 je prejel zlato plaketo Občine Ilirska Bistrica. Poleg tega je sodeloval tudi pri ustanovitvi Univerze za tretje življenjsko obdobje Ilirska Bistrica, kjer je bil dolgoletni častni član.